# Kersten Schüßler
Kersten Sebastian Schüßler (* 3. Juni 1967 in Göttingen) ist ein deutscher Journalist und Produzent von Fernsehfilmen bei der Film Freunde Friedl Film- und Fernsehproduktion GmbH.

## Leben
Schüßler studierte von 1988 bis 1996 Geschichte, Germanistik, Philosophie und Erziehungswissenschaften an der Freien Universität Berlin. Von 1996 bis 1999 promovierte er am Friedrich-Meinecke-Institut der FU als Stipendiat der evangelischen Studienstiftung Villigst über den Philosophen Helmuth Plessner. Er arbeitete seit 1992 freiberuflich als Journalist und gründete 2016 gemeinsam mit Tom Friedl die Film Freunde Friedl Film- und Fernsehproduktion GmbH.

## Filmografie (Auswahl)
- Globalisierung - wie Krisen unsere Welt verändern · 90 Min · Dokumentation ARTE 2025 / ZDF-Info 2025[1]
- New Global Game - die digitale Globalisierung · 45 Min · Dokumentation ZDF 2025[2]
- Smartphone Wars - Surviving Globalism 1 ·  54 Min · Dokumentation Curiosity Channel / Amazon prime / Apple TV 2024[3]
- New World Order - Surviving Globalism 2  ·  51 Min · Dokumentation Curiosity Channel / Amazon prime / Apple TV 2024[3]
- Die fetten Jahre sind vorbei · Was die deutsche Wirtschaft jetzt dringend braucht · 45 Min · Dokumentation ZDF-WISO 2024[4]  Nominiert für den Herbert-Quandt-Medienpreis 2025
- Inside PolitiX[5] 2020-2025 / Global PolitiX[6] seit 2024 · 10-20 Min · ZDF-Reihe (Mediathek / youtube)
- Les missiles de l’incontrôlable de Kadhafi / Deutsche Raketen für Gadaffi · 52 Min · Dokumentation ARTE 2020 (mit Oliver Schwehm)
- Das kurze Jahr der Anarchie – die letzten Monate der DDR · 45 Min. · Dokumentation ZDF-History
- Zocken mit Zöllen – Gewinner und Verlierer im Handelskrieg· 30 Min · Reportage · ZDF-Zoom - nominiert für den Deutschen Wirtschaftsfilmpreis 2019
- Der Mossad, die Nazis und die Raketen[7] (Co-Autor: Ronen Bergman) · 45 Min · historische Dokumentation · ARD
- Freier Handel – freie Bürger? · 52 Min · Dokumentation · ARTE
- Geheimsache Freihandel · 30 Min · Reportage 'Zoom' · ZDF - Auszeichnung Georg-von-Holtzbrinck-Preis 2014
- Verbranntes Geld · 52 Min · Dokumentation über die Ursachen und Auswirkungen der Finanzkrise · ARTE 2009  -  Helmut-Schmidt-Preis 2009